# ディオンコフィルム・トロニイ
ディオンコフィルム・トロニイ（学名 : Dioncophyllum thollonii）は、ディオンコフィルム科の被子植物であり、ディオンコフィルム属（学名 : Dioncophyllum）の唯一の種である（単型属）。コンゴ、ガボンを自生地とする。属名「Dioncophyllum」は、ギリシア語で、「２つの鉤のある葉」を意味する。